# L'Apocalisse secondo Marie
L'Apocalisse secondo Marie (L'Apocalypse selon Marie) è il 2º romanzo thriller scritto da Patrick Graham, pubblicato in Francia nel 2008 dalla casa editrice Éditions Anne Carrière e in Italia l'11 giugno 2009 dalla casa editrice Nord.
Il romanzo è il seguito de Il Vangelo secondo Satana, pubblicato nel 2007, dove è presente la stessa protagonista Marie Parks.

## Trama
La storia narra le peripezie, che l'agente FBI Marie Parks deve affrontare per salvare una bambina di undici anni, portatrice di un potere assoluto che viene da millenni trasferito dalle discendenti di un'antica tribù di origine extraterrestre, le Reverende le quali protette dai Guardiani,tra essi l'archeologo Gordon Walls, combattono il male assoluto che cerca di distruggere il potere che portano. Il potere di Gea.

## Edizioni
- Patrick Graham, L'Apocalisse secondo Marie, traduzione di Dompè M., Collana Narrativa Nord, Nord, 2008,  p. 543, ISBN 88-429-1620-X.